# Wilhelm Täger (Uhrmacher)
Philipp August Wilhelm Täger (* 3. Januar 1797; † 1873) war ein Königlich Hannoverscher Hof-Uhrmacher und Freimaurer sowie Diakon.

## Leben und Werk
Philipp August Wilhelm Täger wurde  zur Zeit des Kurfürstentums Hannover im Jahr 1797 geboren und wuchs in die sogenannte „Franzosenzeit“ hinein.
Nachdem im November 1838 bereits der „Canzlist“ Christ. Jacob Friedr. Täger Mitglied der Johannis-Freimaurerloge Zum schwarzen Bär im Orient von Hannover beigetreten war, wurde auch der Hof-Uhrmacher Täger am 7. Februar 1839 in die nach dem Schwarzen Bär benannten Loge aufgenommen aufgenommen, ähnlich wie 1857 dann auch der Bildhauer Ludolf Täger. Spätestens 1840 hatte Wilhelm Täger neben seiner Tätigkeit als Hofuhrmacher auch die eines Diakons an der Aegidienkirche inne.
Nachdem sich im Vorfeld der Industrialisierung der Gewerbeverein für das Königreich Hannover gegründet hatte, war Wilhelm Täger von Anfang an Aussteller auf den Gewerbeausstellungen im Königreich Hannover. Auf der ersten Gewerbeausstellung 1835 im Leineschloss wurde die „ausgezeichnete Vollkommenheit“ der Exponate mit einer silbernen Medaille anerkannt. Täger war zu diesem Zeitpunkt noch einfacher Uhrmacher. In der Folge wurde er mit Titel eines Hoflieferanten ausgezeichnet.
Die auf der zweiten Gewerbeausstellung im Jahr 1837 von ihm gezeigten Stücke mit den Nummern 2722 bis 2726 beschrieb der Gewerbeverein en détail in seinen landesweit erschienenen Mitteilungen. Präsentiert wurde neben einigen Uhrwerken ein von ihm gefertigter „Zapfenzirkel oder Mikrometer mit Zifferblatt, auf welchem der Zeiger durch Vergrößerung noch Maßunterschiede von weniger als 1/4000 Pariser Zoll angibt“. Karl Karmarsch, der das Instrument in Auftrag gegeben hatte, lieferte 1834 in den Jahrbüchern des Kaiserlichen Königlichen Polytechnischen Institutes in Wien eine ausführliche Gebrauchsanleitung.
Von Täger hat sich eine frühe deutsche Stoppuhr „No. 7“ mit dem auf dem Zifferblatt aufgetragenen Datum „1850“ und der Signatur „W. Täger / Hannover“ erhalten. Dieser sogenannte „Terzien-Zähler“ ist mit vier Zeigern und drei Zifferblättern versehen und zeigt neben den Stunden, Minuten und Sekunden als Besonderheit ein „Sechstel einer Zehntelsekunde“ an. Der erhaltene Terzienzähler von Täger zählt – ähnlich wie einer des etwa zeitgleich in Göttingen tätigen Uhrmachers Johann Andreas Klindworth – zu den frühen Raritäten unter den Präzisionsuhren in Deutschland.
Täger war 1854 erneut Aussteller auf der Ersten Allgemeinen Deutschen Industrieausstellung in München. Seine dort gezeigte Terzienuhr erhielt eine lobende Erwähnung „wegen ihrer Brauchbarkeit für Zwecke der Artillerie“. Eine der Tägerschen Terzienuhren hatte sich in den 1990er Jahren in einer Privatsammlung erhalten. Sie war mit einer Rubin-Zylinderhemmung sowie mit drei Zifferblättern versehen; eines davon für Stunden und Minuten sowie zwei identische Hilfszifferblätter für 60 Sekunden.
Mit Datum vom 20. Juni 1861 zeichnete Täger als Sachverständiger im Zusammenhang mit einem von dem Mathematiker und Professor Moritz Rühlmann verfassten Artikel in den Mittheilungen des Gewerbevereins für das Königreich Hannover unter dem Titel Pendeluhren mit konstanter Kraft, in dem eine der Generalversammlung vorgestellte Konstruktion des Uhrmachers Voß aus Dannenberg beschrieben wurde.